# Сакоалько-де-Торрес
Сакоалько-де-Торрес (исп. Zacoalco de Torres) — небольшой город в Мексике, в штате Халиско, входит в состав одноимённого муниципалитета и является его административным центром. Численность населения, по данным переписи 2020 года, составила 20 345 человек.

## Общие сведения
Первое поселение в этой местности было основано в 1264 году ацтеками на возвышенности Чикиуитильо. В 1450 году здесь обосновалось племя маухака, назвавшее его Zacoalco, что с языка науатль можно перевести по-разному: заслонка, изоляция, или внутри пирамиды, или место приземления орлов.
В 1524 году в регион прибыл конкистадор Франсиско Кортес, но местные жители не подчинились ему. Францисканским монахам удалось покорить аборигенов, и Хуан де Эскарена основал энкомьенду, где поселились миштеки, отоми и испанцы. В дальнейшем регион был покорён конкистадорами во главе с Алонсо де Авалосом, а поселение было включено в провинцию Авалос.
Указом от 27 марта 1824 года Сакоалько стал административным центром одного из 26 департаментов, на которые был разделён штат Халиско. В этом же указе ему был присвоен статус вильи.
11 апреля 1829 года к названию города и муниципалитета была добавлена фамилия Torres — в честь национального героя — Хосе Антонио Торреса.
Сакоалько-де-Торрес расположен в 65 км к югу от столицы штата, города Гвадалахара, на региональной автодороге 401.

## Население
| Год  | Численность | Численность |
| ---- | ----------- | ----------- |
| 2000 | 15 648      | [ 7 ]       |
| 2010 | 18 172      | [ 8 ]       |
| 2020 | 20 345      | [ 9 ]       |